# Historia de los judíos en África

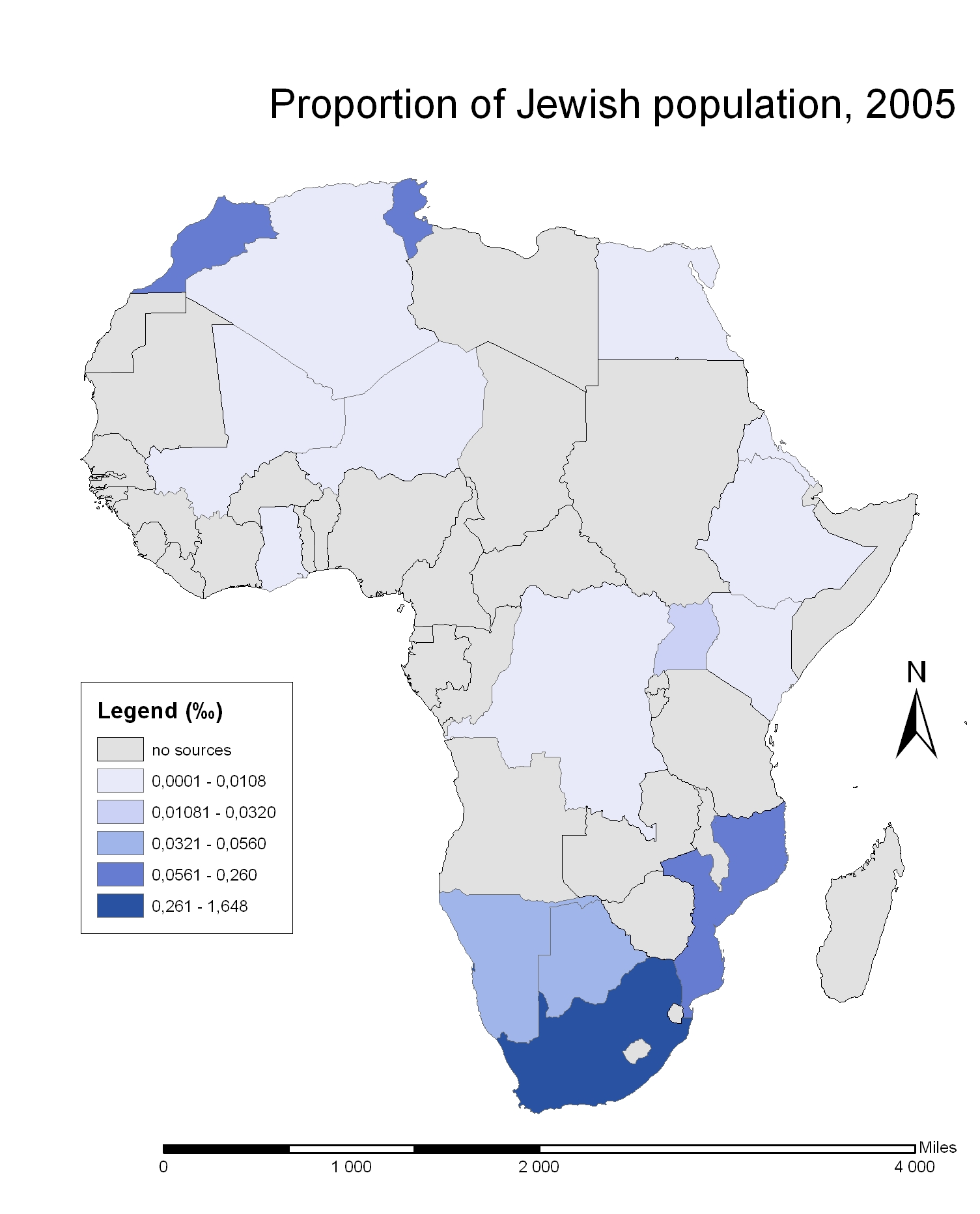
Proporción de la población judía en África.

La historia de los judíos en África se centra en las tres principales comunidades judías del continente africano:
- Los judíos sefardíes y mizrajíes que viven principalmente en la zona del Magreb (norte de África), entre ellos Marruecos, Argelia, Libia y Túnez, así como en Sudán y Egipto. Algunos se establecieron tempranamente en la diáspora; otros, después de que la Inquisición los expulsara de la península ibérica hacia finales del siglo xv.
- Los judíos de Sudáfrica, que son en su mayoría descendientes de judíos asquenazíes, inmigrantes lituanos de antes y después del Holocausto.
- Los Beta Israel que viven principalmente en las regiones de Amhara y Tigray de Etiopía.
- La historia de la aparición, aparentemente reciente, de algunas poblaciones igbo de Nigeria que se autoperciben como judías y afirman ser una tribu perdida de Israel, descendientes de Gad, hijo de Jacob, pero que habrían surgido, según detractores igbo y de la comunidad judía israelita, en medio de los traumas de la Guerra de Biafra (1967-1970), en la que los igbo fueron avasallados por el gobierno central nigeriano. La identidad judía de estos igbo, según los críticos, se habría visto reafirmada por cierto paralelismo en las prácticas étnicas de ambos grupos, como la circuncisión masculina entre otras. Esta comunidad aspira ser reconocida como judíos tradicionales, con una creencia transmitida inmemorialmente, por lo que no aceptan ser integrados como nuevos conversos.[1]

## Comunidades antiguas
Las más antiguas de las comunidades de judíos africanos son los judíos de Etiopía, los judíos sefardíes y los judíos mizrajíes del norte de África y el Cuerno de África. 
En el siglo VII lucharon contra los invasores árabes musulmanes del norte de África entre las décadas de 680 y 690 junto a la tribu jarawa. Con la derrota de la resistencia bereber, ninguna de las comunidades judías se vio obligada, inicialmente, a convertirse al islam.

### Etiopía
En 1975, las autoridades religiosas de Israel y el Gobierno reconocieron a los Beta Israel de Etiopía como legalmente judíos. Cientos de personas que querían emigrar a Israel lo lograron bajo el liderazgo del primer ministro Menachem Begin. La inmigración a Israel continuó siendo significativa aún en el siglo xxi. Begin obtuvo una resolución oficial del gran rabino sefardí de Israel (o Rishon LeZion) Ovadia Yosef de que los Beta Israel eran descendientes de las diez tribus perdidas. Los rabinos creían que, probablemente, eran descendientes de la tribu de Dan. 
Debido a ciertos aspectos de las leyes matrimoniales ortodoxas judías, el rabino Yosef dictaminó que, a su llegada a Israel, los Beta Israel tendrían que someterse a una conversión pro forma al judaísmo. Tenían que declarar su lealtad a una forma de vida halájica y al pueblo judío, además de su conformidad con las prácticas seguidas por la ortodoxia judía. No se les exigieron los requisitos normales que la halajá impone a potenciales conversos gentiles, como un brit milá o la inmersión en una mikve.
Con el tiempo, debido al aislamiento de la comunidad de Europa y Medio Oriente, las prácticas de los Beta Israel se diferenciaron significativamente de las de otras formas de judaísmo. En Etiopía, la comunidad Beta Israel vivía en general aislada del Talmud, aunque tenían su propia ley oral. En algunos casos, tenían prácticas análogas a las del judaísmo caraíta y, en otros, más similares al judaísmo rabínico.
En muchos casos, la clase conocida como kessim o qessotch (la clase sacerdotal) interpretó la ley bíblica del Tanaj de una manera similar a diferentes comunidades judías en otras partes del mundo. En ese sentido, el Beta Israel tuvo una tradición análoga a la del Talmud, aunque a veces en desacuerdo con las prácticas y enseñanzas de otras comunidades judías.
Una diferencia importante es que la Beta Israel carecía de las festividades de Purim y Janucá, probablemente debido a que se separaron del cuerpo principal del judaísmo antes de que estas fiestas no bíblicas comenzaran a celebrarse. Hoy en día, la mayoría de los miembros de la comunidad Beta Israel que viven en Israel celebran estos días festivos.
Son una comunidad en transición. Algunos de los kessim aceptan la tradición rabínica/talmúdica practicada por los judíos ortodoxos no etíopes. Muchas de las generaciones nuevas de etíopes-israelíes fueron educados en yeshivás y recibieron la ordenación rabínica (semikha). Una parte de los kessim tradicionalistas insisten en mantener su forma distinta y especial del judaísmo, como había sido practicada en Etiopía y Eritrea. Muchos de los jóvenes judíos de Etiopía que han inmigrado o nacido en Israel se han asimilado a la forma dominante del judaísmo ortodoxo, o al estilo de vida secular.
La comunidad de Beit Avraham de Etiopía tiene unos 50 000 miembros y también reclama la herencia judía. Varios estudiosos piensan que se desprendieron de la comunidad Beta Israel hace varios siglos, escondieron sus costumbres judías y exteriormente adoptaron el cristianismo ortodoxo etíope.
Los Beit Avraham han estado tradicionalmente en los rangos inferiores de la vida social de Etiopía. Han trabajado en oficios similares a los de la Beta Israel, como la artesanía. Recientemente, la comunidad de Beit Avraham ha tratado de contactar con la comunidad judía mundial. Formaron la Organización Sionista Etíope Shewa del Norte en un intento de preservar su identidad judía. Este grupo se identifica como el Falashmura. Como no tienen pruebas fiables de su ascendencia judía, las autoridades religiosas de Israel y otras comunidades judías religiosas los obligan a completar una conversión formal para ser reconocidos como judíos. Los que lo hacen son considerados conversos.

### Somalia
Yibir es una tribu que vive en Somalia, el este de Etiopía, Yibuti y el norte de Kenia. A pesar de que han sido musulmanes durante siglos, afirman que son descendientes de hebreos que llegaron al Cuerno de África mucho antes que los nómadas somalíes. Dicen que yibir significa 'hebreo' en su idioma.

### Bilad el-Sudan
Hoy en día se puede encontrar a los descendientes de estos judíos en los países de África occidental, como Sierra Leona, Liberia, Senegal, Ghana, Nigeria y muchas otras áreas. De acuerdo con el Tarikh al-fattash del siglo xvii y el Tarikh al-Sudan, varias comunidades judías existieron como parte de los imperios de Ghana, Malí y Songhai. Una de estas comunidades fue formada por un grupo de judíos de Egipto, que, supuestamente, viajó por el corredor del Sahel a través de Chad en Malí. El manuscrito C del Tarikh al-fattash describe una comunidad llamada los Bani Israel en 1402, que vivía en Tindirma, poseía 333 pozos y tenía siete príncipes y un ejército.
Otra de estas comunidades era la del gobernante Zuwa de Koukiya (ubicada en el río Níger). Su nombre era conocido solo como Zuwa Alyaman, que significa 'Él viene de Yemen'. Según una leyenda local, Zuwa Alyaman era miembro de una de las comunidades judías, transportado desde Yemen por los abisinios en el siglo vi, tras la derrota de Dhu Nuwas. Se decía que Zuwa Alyaman había viajado a África occidental junto con su hermano. Ellos establecieron una comunidad en Kukiya, en las orillas del río Níger, río abajo de Gao. Según el Tarikh al-Sudan, después de Zuwa Alyaman hubo 14 gobernantes Zuwa en Gao antes del surgimiento del islam en la segunda mitad del siglo xi.
Otras fuentes indicaron que otras comunidades judías en la región se desarrollaron a partir de personas que emigraron desde Marruecos y Egipto; otros más tarde vinieron de Portugal. Se dice que algunas comunidades han sido pobladas por algunos judíos bereberes, como un grupo tuareg conocido como Dawsahak o Iddao Ishaak ('hijos de Isaac'). Hablan una lengua relacionada con la songhai, viven en el noreste de Malí (en la región de Ménaka) y antiguamente eran los pastores de los nobles tuareg. Además, algunos emigraron a la zona del norte de África, lejos de la dominación musulmana.

## Llegadas medievales

### Norte de África y el Magreb
En el siglo XII los judíos fueron expulsados de Al-Ándalus, marchando a los reinos cristianos de León y Castilla pero también al norte de África como el caso de Maimónides. A finales del siglo XV la Inquisición española, impulsada para la persecución de los judioconversos, procedió a la expulsión de los judíos de 1492. Los judíos del reino de Sicilia fueron afectados poco después. Muchos de estos judíos sefardíes se establecieron en el norte de África bajo el dominio de los sultanatos saadi y alauí y el Imperio otomano. Marruecos, Túnez, Argelia y Egipto se convirtieron en el hogar de importantes comunidades judías. Estas comunidades más tarde se incorporaron al sistema de mijo otomano como judíos otomanos africanizados, obligados por las leyes del Talmud y la Torá, pero con lealtad al califato de Constantinopla.

### Malí
En el siglo xiv muchos moros y judíos emigraron, por persecución religiosa o a consecuencia de las guerras, desde los reinos cristianos (Castilla, Aragón, Portugal y Navarra) y musulmanes de la península ibérica hacia el sur, hasta la zona de Tombuctú, en aquel momento parte del Imperio songhai. Entre ellos estaba la familia Kehat (Ka'ti), descendiente de Ismael Ene Kot Al-yahudi de Scheida (Marruecos). Los hijos de esta prominente familia fundaron tres pueblos que todavía existen cerca de Tombuctú: Kirshamba, Haybomo y Kongougara. En 1492 Askia Mahoma llegó al poder en la región de Tombuctú, previamente tolerante, y decretó que los judíos debían convertirse al islam o irse. El judaísmo se volvió ilegal en Malí y también en la Corona de Castilla ese mismo año. Como escribió el historiador León el Africano en 1526:

El rey (Askia) es un enemigo declarado de los judíos. Él no permitirá que ninguno viva en la ciudad. Si oye decir que un comerciante bereber los frecuenta o hace negocios con ellos, le confisca sus bienes.
León el Africano

La familia Kehat se convirtió con el resto de la población no musulmana. Los Cohen, descendientes del comerciante judío islamizado marroquí El-Hadj Abd-al-Salam al Kuhin, llegaron a la zona de Tombuctú en el siglo xviii, y la familia Abana, en la primera mitad del xix. Según el profesor Michel Abitbol, del Centro para la Investigación de los judíos marroquíes en Israel, en el siglo xix el rabino Mordoche Aby Serour viajó a Tombuctú varias veces como un comerciante de plumas de avestruz y marfil, sin mucho éxito. Ismael Diadié Haidara, un historiador de Tombuctú, ha encontrado textos hebreos antiguos entre los registros históricos de la ciudad. También ha investigado su propio pasado y descubrió que él es descendiente de los comerciantes judíos marroquíes de la familia Abana. Entrevistando ancianos en las aldeas de sus parientes, ha descubierto que se ha conservado el conocimiento de la identidad judía de la familia, en secreto, por miedo a la persecución. 

### Santo Tomé y Príncipe
El rey Manuel I de Portugal exilió cerca de 2000 niños judíos a Santo Tomé y Príncipe alrededor del 1500. La mayoría murió, pero a principios del siglo xvii «el obispo local señaló con disgusto que aún había observancias judías en la isla y regresó a Portugal a causa de su frustración con ellos»[cita requerida]. A pesar de que las prácticas judías desaparecieron durante los siglos posteriores, hay gente en Santo Tomé y Príncipe que son conscientes de su ascendencia parcial de esta población. Del mismo modo, una serie de étnicos portugueses judíos fueron exiliados a Santo Tomé después de conversiones forzadas al catolicismo.

## Comunidades modernas

### Camerún
El rabino Yisrael Oriel, ex Bodol Ngimbus-Ngimbus, nació en la tribu Ba-Saa. Él es quien dice que históricamente había judíos en la zona. También afirmó que la palabra Ba-Saa proviene del hebreo 'en un viaje' y significa 'bendición'. El rabino dice ser un levita descendiente de Moisés. Según se informa, el rabino Oriel hizo aliá en 1988 y fue ordenado como rabino por el gran rabino sefardí, y nombrado rabino de los judíos nigerianos. 
El rabino Oriel afirmó que en 1920 había 400 000 israelitas en Camerún, pero para 1962 el número había disminuido a 167 000 debido a las conversiones al cristianismo y al islam. Según él, estas tribus no habían sido aceptados por la Halajá. Pero él cree que puede probar su estatus judío de fuentes rabínicas medievales.
El padre de Yaphet Kotto, un actor estadounidense, era un judío de Camerún. Kotto se identifica como judío.
Bankon (Abaw, Abo, Bo, Bon) es una tribu relacionada con grupos Basaa y Rombi, ubicadas en el norte de la ciudad de Duala, Abo subdivisión, una comuna Bonalea, en la región litoral de Camerún. La palabra Bankon significa 'hijo del príncipe' en asirio, un dialecto arameo. En su obra The Negro-African Languages ('Las lenguas negro-africanas'), el erudito francés Lilias Homburger concluyó que el lenguaje Bankon es el Kum. La palabra Kum significa 'levántate' en hebreo; los asirios llamaban a la casa de Israel por el nombre de Kumri.

### Ghana
La comunidad de la Casa de Israel de Sefwi Wiawso y Sefwi Sui en la región occidental de Ghana afirman que sus antepasados Sefwi son descendientes de judíos que emigraron al sur a través de Costa de Marfil. La práctica del judaísmo en esta comunidad, sin embargo, se remonta solo a principios de 1970.

### Kenia
Una pequeña comunidad emergente se ha estado formando en el condado de Laikipia (Kenia), abandonando el cristianismo a cambio del judaísmo. Se estima que hay 5000 de ellos en la actualidad. Aunque fueron en un primer momento mesiánicos, llegaron a la conclusión de que sus creencias eran incompatibles con el cristianismo y ahora están a la espera de ser instruidos en el judaísmo tradicional. Algunos de los niños más jóvenes de esta comunidad han sido enviados a las escuelas abayudaya en Uganda para ser instruidos en el judaísmo y otros temas.

### Nigeria
Los judíos igbo de Nigeria se encuentran entre la etnia igbo. Ciertas comunidades nigerianas con prácticas judaicas han estado recibiendo ayuda de individuos israelíes y judíos americanos que trabajan en Nigeria con las organizaciones de extensión como Kulanu.
No se conoce el número de igbos en Nigeria que se identifican como judíos. La comunidad tiene 26 sinagogas de distintos tamaños. Se estima que unos 30 000 igbos practicaban alguna forma de judaísmo en 2008.

### Uganda
En un movimiento relativamente moderno, el abayudaya de Uganda se convirtió al judaísmo en 1917, influenciado por el estadounidense William Saunders Crowdy, quien dijo que los afroamericanos eran descendientes de los judíos.

### Zimbabue
Se ha descubierto que los lemba, muchos de los cuales practican el cristianismo, pero han conservado algunos rituales y costumbres que se consideran de origen judío, tienen rasgos genéticos comunes con otros grupos judíos, lo cual refuerza sus reclamos de antigua ascendencia judía. Recientemente, el South African Medical Journal (SAMJ) realizó pruebas de ADN en los lemba y comparó a judíos asquenazíes sudafricanos y lemba con el extendido Cohen Model Haplogroup (CMH). Aunque en las 24 personas (10 lemba y 14 judíos asquenazíes sudafricanos) identificaron el original Cohen Model Haplogroup, solo un judío de Sudáfrica albergaba el extendido CMH. Sin embargo, este estudio no apoya reclamos anteriores de su herencia genética judía.

#### Comunidad judeoeuropea de Zimbabue
La comunidad judía de Zimbabue era étnicamente europea, muchos de nacionalidad británica, y establecidos con los primeros colonos blancos en la década de 1890. En su punto máximo, a principios de 1970, contaban con unas 7500 personas (el 80 % de ascendencia asquenazí) y vivieron principalmente en las dos comunidades de Salisbury y Bulawayo. También existieron comunidades rurales más pequeñas durante períodos cortos en Que Que, Umtali y Gatooma. La comunidad se redujo en parte debido a la edad, pero la mayoría de judíos europeos de Zimbabue se fueron después de la violencia y los problemas sociales. En 2007 la comunidad judía blanca se había reducido a 270 individuos. La comunidad tenía fuertes vínculos con Israel. En 2003, el Bulawayo Shul (sinagoga) fue incendiado en un acto de violencia antisemita.

## Comunidades modernas de ascendencia europea
- Sudáfrica tiene una comunidad judía importante de 75 555 personas. Representaban el 0,2 % de la población en 2014,[4] y se redujeron respecto a 2001 cuando representaban el 0,3 % de la población de Sudáfrica.[5] Son sobre todo asquenazíes. Ellos y sus antepasados migraron en su mayoría de Lituania antes de la Segunda Guerra Mundial. Algunos también migraron de Gran Bretaña, Alemania y Europa del Este. En menor medida, judíos sefardíes, procedentes principalmente de la isla de Rodas, también se establecieron en el África subsahariana, en territorios como el Congo Belga. Posteriormente, los miembros de estas comunidades judías migraron a Sudáfrica.
- Pequeñas comunidades judías europeas se desarrollaron históricamente durante los años coloniales en Namibia (ex África del Sudoeste), Zimbabue (ex Rodesia del Sur), Lesoto (ex Basutolandia), Suazilandia, Botsuana (ex Bechuanalandia), Congo Belga (ex Zaire, en su mayoría sefardíes), Kenia, Malaui (ex Nyasalandia) y Zambia (ex Rodesia del Norte). Las comunidades, por lo general asentadas en las capitales de estos países, establecieron sinagogas y en general escuelas formales judías.
- Había una comunidad judía en Maputo (Mozambique), pero después de la independencia del país, la mayoría emigró. El Gobierno ha regresado oficialmente la sinagoga Maputo a la comunidad judía, pero «poca o ninguna comunidad judía queda para reclamarla».[cita requerida]

### General
- Blady, Ken: Jewish Communities in Exotic Places, Jerusalén, Jason Aronson.
- Bruder, Édith: Black Jews of Africa, Oxford 2008.
- Kurinsky, Samuel: Jews In Africa: Ancient Black African Relations, Fact Paper 19-II.
- Dierk Lange: "Origin of the Yoruba and the "Lost Tribes of Israel",  Anthropos, 106, 2011, 579–595.
- Primak, Karen: Jews in Places You Never Thought of, Ktav Publishing, ISBN 0-88125-608-0.
- Rosenthal, Monroe and Isaac Mozeson: Wars of the Jews: A Military History from Biblical to Modern Times, New York, Hipporcrene Books, 1990.
- Williams, Joseph J.: Hebrewisms of West Africa: From Nile to Niger With the Jews, Ney York, The Dial Press, 1931.
- History of the Zimbabwe Jewish Community

### Norte de África
- Jews in Africa: Part 1 The Berbers and the Jews, por Sam Timinsky (Hebrew History Federation)
- Tarikh es Soudan, París, 1900, by Abderrahman ben-Abdall es-Sadi (trad. O. Houdas)
- The Jews of Timbuktu, Washington Jewish Week, 30 December 1999, by Rick Gold
- Les Juifs à Tombouctou, or Jews of Timbuktu, Recueil de sources écrites relatives au commerce juif à Tombouctou au XIXe siècle, Editions Donniya, Bamako, 1999 by Professor Ismael Diadie Haidara

### Nigeria
- Remy Ilona: Igbos, Jews in Africa?, (v. 1), Mega Press Limited, Abuya, Nigeria, 2004.
- Charles K. Meek: Northern Tribes of Nigeria, Volume 1, Oxford, p. 66.
- Kannan K. Nair: Origins and Development of Efik Settlements in Southeastern Nigeria.  1Ohio University, Center for International, 1975.
- Eze Okafor-Ogbaji: Jews of Nigeria: The Aro Empire,

### Cabo Verde y Costa de Guinea
- Richard Lobban: Jews in Cape Verde and on the Guinea Coast, art. presentado en la Universidad de Massachusetts-Dartmouth, 11 de febrero de 1996.

### Etiopía
- Stigma "Gojjam": The Abyssinian Pariah Orits, Guihon Books, University of Geneva, 1993, by Muse Tegegne